# 15A busz (Győr)
A győri 15A jelzésű autóbusz a Révai Miklós utca és az Audi-gyár, 5-ös porta megállóhelyek között közlekedik. A vonalat a Volánbusz üzemelteti.

## Története
2022-től a 15-ös és 15A jelzésű járatok az Iparcsatorna feletti új hídon járnak, így gyorsabbá válnak, a Likócsi híd megállóhelyet nem érintik.

## Közlekedése
Csak munkanapokon közlekedik, a műszakváltásokhoz igazítva. Napközben a 15-ös busszal lehet utazni.

## Útvonala
| Audi-gyár, 5-ös porta felé | Révai Miklós utca felé |
| --- | --- |
| Révai Miklós utca – Révai Miklós utca – Városház tér – Szent István út – Bisinger József híd – Mártírok útja – Nagysándor József utca – Ipar utca – Mártírok útja – Dohány utca – Audi Hungária út – Kardán utca – Martin utca – Reptéri út – Hűtőház utca – Hecsei út – AUDI gyár, 5-ös porta | AUDI gyár, 5-ös porta – Hecsei út – Hűtőház utca – Reptéri út – Martin utca – Kardán utca – Audi Hungária út – Dohány utca – Reptéri út – Mártírok útja – Ipar utca – Nagysándor József utca – Mártírok útja – Bisinger József híd – Szent István út – Gárdonyi Géza utca – Révai Miklós utca – Révai Miklós utca |

## Megállóhelyei
Az átszállási kapcsolatok között az Audi-gyár, 5-ös portától az Ipari Park érintésével a Révai Miklós utcáig közlekedő 15-ös busz nincs feltüntetve.
| 0  | Révai Miklós utca végállomás                           | 21 | 27 | 1, 1A, 1B, 2, 2B, 5, 5B, 5R, 6, 7, 8, 8Y, 9, 9A, 11, 12, 12A, 12Y, 13, 13B, 14, 14A, 14B, 17, 17B, 19, 19A, 21, 21B, 22, 22A, 22B, 22Y, 29, 30, 30A, 30B, 30Y, 31, 31A, 37, 38, 38A, 42 Távolsági járatok S10 G10 , IC, InterRégió, EC, EN, ER, gyorsvonat, expresszvonat, | Győr Helyi autóbusz-állomás, Bisinger József park, Posta, Városháza, Kormányablak |
| 1  | Városháza                                              | ∫  | ∫  | 1, 1A, 1B, 2, 2B, 5, 5B, 5R, 6, 7, 8, 8Y, 9, 9A, 11, 12, 12A, 12Y, 13, 13B, 14, 14A, 14B, 17, 17B, 19, 19A, 21, 21B, 22, 22A, 22B, 22Y, 29, 30, 30A, 30B, 30Y, 31, 31A, 37, 38, 38A, 42 Távolsági járatok S10 G10 , IC, InterRégió, EC, EN, ER, gyorsvonat, expresszvonat, | Győr Városháza, 2-es posta, Honvéd liget, Révai Miklós Gimnázium, Földhivatal, Megyeháza, Győri Törvényszék, Büntetés-végrehajtási Intézet, Richter János Hangverseny- és Konferenciaterem, Vízügyi Igazgatóság, Zenés szökőkút, Bisinger József park, Kormányablak |
| 3  | Szent István út, Iparkamara (↓) Gárdonyi Géza utca (↑) | 20 | 26 | 6, 7, 8, 8Y, 9, 10, 11, 11Y, 12, 12A, 12Y, 13, 13B, 14, 14A, 14B, 16, 30, 30A, 30B, 30Y, 31, 31A, 42 | Győr-Moson-Sopron Megyei Kereskedelmi és Iparkamara, GYSZSZC Deák Ferenc Közgazdasági Szakgimnáziuma, Révai Parkolóház, Bisinger József park |
| 5  | Mátyás király tér                                      | 15 | 19 | 13, 13B, 14, 14A, 14B | Galgóczi Erzsébet Városi Könyvtár, Jézus Szíve Katolikus templom, Waldorf Általános Iskola és Gimnázium, Mátyás király tér |
| 7  | Ipar utca, ETO Park                                    | 14 | 18 | 41 | ETO Park, Lukács Sándor Mechatronikai és Gépészeti Szakgimnázium, Szakközépiskola és Kollégium |
| 10 | Dohány utca, Kenvéd Kft.                               | 11 | 14 | | |
| 12 | Audi-gyár, főbejárat                                   | 9  | 12 | 12, 12A, 12Y, 20, 20Y, 24, 30Y | Audi Hungaria Zrt. |
| 13 | Kardán utca, Audi-gyár, 3-as porta                     | 8  | 11 | 12, 12A, 12Y, 20, 20Y, 24, 30Y | Audi Hungaria Zrt., RÁBA Járműipari Holding Nyrt. |
| 14 | Rába-gyár, személyporta                                | 7  | 10 | 12, 12A, 12Y, 20, 20Y, 24, 30Y | Audi Hungaria Zrt., RÁBA Járműipari Holding Nyrt. |
| 15 | Audi-gyár, 4-es porta                                  | 6  | 9  | 12, 12A, 12Y, 20, 20Y, 24, 30Y | Audi Hungaria Zrt. |
| 17 | Oxigéngyári utca                                       | 5  | 8  | 12, 12A, 12Y, 20, 20Y, 24, 30Y | |
| 19 | Hecsepuszta                                            | 2  | 3  | 23, 30, 30A, 30B, 30Y, 31, 31A | |
| 22 | Audi-gyár, 5-ös porta végállomás                       | 0  | 0  | 12, 12Y, 24 | Audi Hungaria Zrt. |

1. ↑  Egyes járatok kiemelt csúcsidei menetidővel közlekednek.